# ارهارت میلش
ارهارت آلفرت ریشارت اوسکار میلش (به آلمانی: Erhard Alfred Richard Oskar Milch) (۳۰ مارس ۱۸۹۲–۲۵ ژانویه ۱۹۷۲) نظامی و فیلدمارشال آلمانی در دوره رایش سوم بود که در جریان جنگ جهانی دوم در لوفت‌وافه خدمت کرد.

## سال‌های اولیه
ارهارت میلش روز ۳۰ مارس سال ۱۸۹۲ در ویلهلمس‌هافن زاده شد. پدرش یک داروساز یهودی بود. میلش پس از اتمام دوران مدرسه، سال ۱۹۱۰ داوطلب خدمت در نیروی دریایی امپراتوری آلمان شد که ظاهراً به جهت تبار یهودی، با آن موافقت نگردید. بدین شکل به هنگ ۱ توپخانه صحرایی در کونیکسبرک در پروس شرقی پیوست. پس از فارغ‌اتحصیلی از دانشکده جنگ آنکلام، سال ۱۹۱۱ با درجه ستوان دوم به سلک افسران نیروی زمینی امپراتوری آلمان درآمد.

## جنگ جهانی اول
در پی آغاز جنگ جهانی اول، میلش در جبهه‌های غربی و شرقی، به عنوان آجودان گردان، دیده‌بان هوایی، افسر اطلاعات و مختصراً فرمانده گروه ۶ شکاری خدمت کرد؛ البته خود هنوز نمی‌توانست پرواز کند. سال ۱۹۱۸ به درجه سروان ترفیع گرفت و برای تحصیل در دانشکده جنگ در برلین انتخاب شد اما جنگ پیش از آن که دوره آموزشی ستاد کل برای او آغاز شود به پایان رسید.

## دور بین‌دوجنگ
پس از جنگ، با توجه به محدودیت‌های پیمان ورسای، میلش، به همراه زیاد دیگری، سال ۱۹۲۰ از نیروهای مسلح کنار گذاشته شد. پس از مدت کوتاهی عضویت در فرای‌کور و نیروی پلیس، از سال ۱۹۲۲ شروع به کار برای شرکت هوانوردی یونکرس کرد. با توانمندی که در این زمینه نشان داد، سال ۱۹۲۹ مدیر اجرایی شرکت لوفت‌هانزا، خطوط هواپیمایی ملی آلمان، شد. در این زمان کار حزب ناسیونال سوسیالیست در صحنه سیاسی کشور بالا گرفته بود. با وجود تبار یهودی، میلش سعی در برقرار رابطه با آدولف هیتلر و نزدیکان او، به خصوص هرمان گورینگ، کرد. او سال ۱۹۳۲ یک هواپیمای لوفت‌هانزا را در اختیار هیتلر قرار داد.

## ورماخت
در پی به قدرت رسیدن هیتلر، میلش سال ۱۹۳۳ به عنوان معاون گورینگ و دبیر دولت در هوانوردی برگزیده شد. درجه سرهنگ در لوفت‌وافه که هنوز فعالیت مخفی داشت، به او اعطا گردید. میلش با سرعت بسیار زیادی تا سال ۱۹۳۸ به درجه ارتشبد ترفیع گرفت.

## پس از جنگ
پس از جنگ، میلش در دادگاه نورنبرگ محاکمه شد. او متهم به استفاده از نیروی کار اجباری خارجی بود که منجر به شکنجه و مرگ آن‌ها شده است. دادگاه او را به حبس ابد محکوم کرد. میلش در رِهدورف زندانی شد. حکم او در سال ۱۹۵۱ به پانزده سال حبس تقلیل یافت اما در نهایت سال ۱۹۵۵ آزاد شد. میلش در دوسلدورف سکنا گزید. به عنوان مشاور صنعتی بخش هوانوردی شرکت فیات فعالیت کرد. هیچگاه سعی نکرد دوباره وارد دنیای سیاست شود. از اواخر سال ۱۹۷۱ در بیمارستان بستری شد. ارهارت میلش، به عنوان آخرین فیلدمارشال لوفت‌وافه، در نهایت روز ۲۵ ژانویه سال ۱۹۷۲ در ووپرتال-بارمن درگذشت.

## زندگی شخصی
مادر ارهارت اهل برلین بود که سال ۱۹۰۰ پدرش را ترک کرد و به همراه پسرش، به زادگاه خود بازگشت. میلش سال ۱۹۲۷ با کِته پاچکه، دختر یک زمین‌دار در شونک، ازدواج کرد. نخستین دختر آن‌ها همان سال و دختر دوم سال بعد متولد شدند. میلش علاقه زیادی به تجملات از جمله غذا، مشروب و سیگار خوب داشت. او اواخر دهه ۱۹۳۰ از همسر خود جدا شد.